# Economia d'Andorra

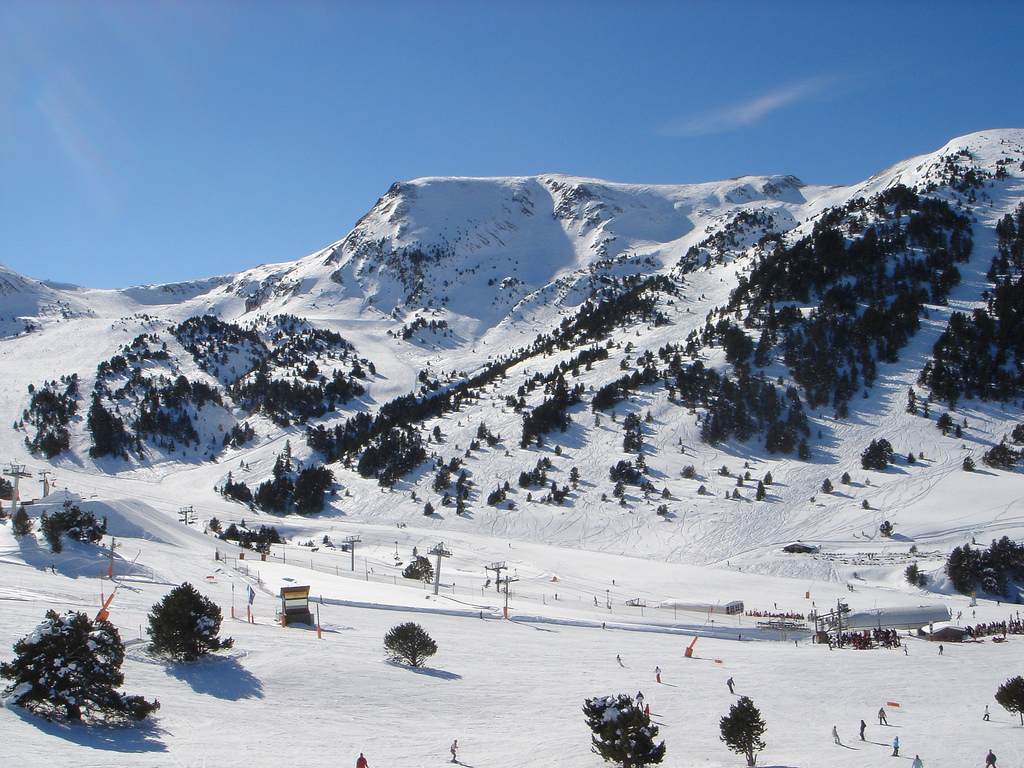
Estació d'esquí de Grandvalira.

El turisme, vendes al detall, i les finances són els pilars de la petita i ben-a-fer economia d'Andorra, el que representa més de tres quartes parts del PIB. Atractiu per als compradors d'Espanya i França per la seva condició de zona franca, el país ha desenvolupat un important complex turístic molt actiu en la temporada d'hivern (gràcies als camps d'esquí) i, en menor mesura, en estiu. El país rep 11,6 milions de turistes tots els anys.
Encara que menys del 2% de la terra és cultivable, l'agricultura, conjuntament la ramaderia, eren els principals suports de l'economia andorrana fins al sorgiment del turisme. La ramaderia ovina ha estat tradicionalment la principal activitat econòmica, però les plantacions de tabac són més lucratives i és al que està destinada ara la major part de la superfície conreada del país. La pràctica totalitat del menjar d'Andorra és importada.
A part de l'artesania, es fabrica cigars, cigarrets i mobles per a mercats domèstics i d'exportació. Una planta hidroelèctrica en Les Escaldes, amb una capacitat de 15 megawatts, proveeix el 20% de l'electricitat d'Andorra; la resta de l'electricitat consumida prové d'Espanya.
Els avantatges econòmics d'Andorra van ser ordides en anys recents, després que França i Espanya obrissin seves economies, oferint béns de consum diversos a preus baixos. El sector bancari, amb el seu estatus parcial de "paradís fiscal" també contribueix substancialment per a l'economia. Es calcula que els bancs andorrans representen el 16% del Producte Interior Brut del país.